# ヨシボーの犯罪
『ヨシボーの犯罪』（ヨシボーのはんざい）は、つげ義春による日本の漫画作品。1979年9月に、日本文芸社の刊行する隔月刊のマンガ雑誌『カスタムコミック』に発表された全16頁からなる短編作品である。『カスタムコミック』は、この年の5月に創刊されたばかりであった。

## 解説
『夜が掴む』（1976年9月）に始まり、『アルバイト』（1977年1月）、『コマツ岬の生活』（1978年6月）、『外のふくらみ』（1979年5月）、『必殺するめ固め』（1979年7月）と続いてきたつげの一連の「夢もの」作品のひとつ。1973年5月10日に見た夢が元になっている。週刊誌の海水浴場の写真の女をピンセットで食べているところを女学生に見つかったことから、発覚を恐れ証拠隠滅のためにピンセットを捨てようと、自転車で見知らぬ町をさまようという話。ピンセットを捨てに行く途中で見かけて入りたくなる店が夢では民芸品店だが、作品では骨董品店になっている以外は、かなり正確に夢が作品に再現されている。パースをわざと狂わせた描写が印象的。主人公は特徴のない顔の学生服姿。
『ねじ式』を描いた当時は創作を加えようとする意識があったが、この作品前後の夢ものでは、見たとおりに書いてしまおうという気持ちで書いた。また、夢のもつ雰囲気をそのまま再現するために絵柄も苦心し、わざと稚拙に描こうと試みた。夢をそのまま描いているため、ストーリーを作る苦心がない代わりに、思い通りの絵が描けないことで苦労した。
この作品を持って、つげの一連の夢ものは終了する。

## あらすじ
兄と二人で自転車修理をして暮らすヨシボーは、店舗兼自宅の室内で雑誌（「レジャー」というタイトル）のビキニ姿のピンナップガールをピンセットで突き刺し、ぴちゃぴちゃ音を立てながら食べていた。うまそうな女かまずそうな女かはピンセットで1cmほど刺して見るとほぼ分かる。うまそうにピンナップガールを食べていると、手伝いを催促する兄の声が表から聞こえる。ヨシボーはあわててピンセットを洗って隠そうとするが、道を尋ねるようとする女学生が自宅に入ってきて見つかりそうになる。「殺人の刑期が15年とすると発覚すれば刑期を終えると50歳だ、なんとしても隠し通さねばならない」とヨシボーは考え、逃亡を決意する。
ヨシボーは自転車に乗って証拠隠滅の旅に出る。まずはピンセットを川に捨てようとするが、橋の上にいる馬に見られてしまい断念。その後、勤めていためっき工場へ行き真鍮を溶かす硝酸液に捨てようとするが、工場内には液の溜まった桶が沢山置いてあり、どの桶に硝酸が入っているかが分からない。そこへ外車に乗った社長が帰ってきた。ことごとく証拠隠滅に失敗するうちにヨシボーは見知らぬ宿場町へ迷い込む。街中には新興のマーケットもあるが人影もなく不振そうだ。骨董屋も見つけるが、立ち寄るのはこの次にする。いつしかヨシボーは自分が犯罪を犯した事を忘れ、自転車のベルをけたたましく鳴らしながら得意になって颯爽と町中を走り回る。丁字路の角に2階の壁のない古民家を見つけ、そのいい感じにぞくぞくする。その先には、一軒宿の温泉（国民温泉）を見つけて嬉しい気分になる。「みんなに教えてあげよう」とヨシボーは思い、再び自転車に乗って走り出す。

## 評価
- 権藤晋 - 話の上では、もっとも過激だといっていい。最後のほうの、古い民家が出てきて2階の壁がはずされている場面などは、見ていて楽しい。読者はつげの描くこうした不安定な絵を見るだけで楽しい。